# Orta San Giulio
Orta San Giulio (Òrta in piemontese e in lombardo) è un comune italiano di 1 077 abitanti della provincia di Novara in Piemonte. Fa parte del circuito dei borghi più belli d'Italia ed è insignito della bandiera arancione da parte del Touring Club Italiano.

## Geografia fisica
Orta è situata a metà della sponda orientale del Lago d'Orta, all'estremità di un promontorio collinare che digrada verso la riva, a 45 chilometri dal capoluogo Novara.
Il nucleo principale dell'abitato sorge in riva al lago di fronte all'isola di San Giulio, parte anch'essa del territorio comunale, mentre a mezza costa sul retrostante rilievo collinare sorge la frazione di Legro. La frazione Imolo è costituita da poche abitazioni affacciate sul lago, lungo il corso della statale 229 in direzione di Gozzano, mentre il piccolo nucleo di Corconio si trova alcuni chilometri più a sud, nascosto dalla strada, su una terrazza ad una cinquantina di metri sul livello del lago.

## Storia
La storia della città di Orta è intimamente legata a quella del territorio del Lago d'Orta.
Orta è sempre stato il centro principale della Comunità della Riviera, un autonomo consorzio di comuni esistito dal medioevo fino a fine Settecento. La Riviera di San Giulio fu infatti per secoli un dominio dei vescovi di Novara: una contea indipendente, sotto l'alta sovranità del Sacro Romano Impero, dal 1219 al 1767, poi un principato vescovile sotto sovranità sabauda. La città ebbe anche un sistema di fortificazioni, distrutte nel 1311 e mai ricostruite in quanto la posizione appartata garantiva adeguata sicurezza, tanto che nella sua storia subì un solo saccheggio, nel 1524, ad opera degli Sforza.
Tra il XVI e il XVIII secolo, Orta conobbe un periodo di floridezza. È durante quest'epoca che si sviluppò l'artigianato locale del ferro battuto, grazie al quale si sono costruite innumerevoli esempi di notevole nota artistica. Alla fine del Cinquecento, venne avviata la costruzione del Sacro Monte, il quale venne successivamente riconosciuto parte del Patrimonio Mondiale dell'UNESCO.
Nel 1928 il comune di Orta, dal 1863 Orta Novarese, si è fuso con il comune di Isola San Giulio assumendo l'attuale denominazione di Orta San Giulio.
Il 15 settembre 1943 anche Orta fu interessata dai rastrellamenti di ebrei che portarono all'eccidio del Lago Maggiore del quale alla fine si conteranno 57 vittime. Furono 2 le persone arrestate e uccise a Orta dai soldati tedeschi.

### Simboli
Lo stemma del comune (visibile ad esempio sulla facciata del Broletto) reca la scritta Hortus Conclusus (giardino chiuso), da cui il nome Orta deriva.

## Monumenti e luoghi d'interesse

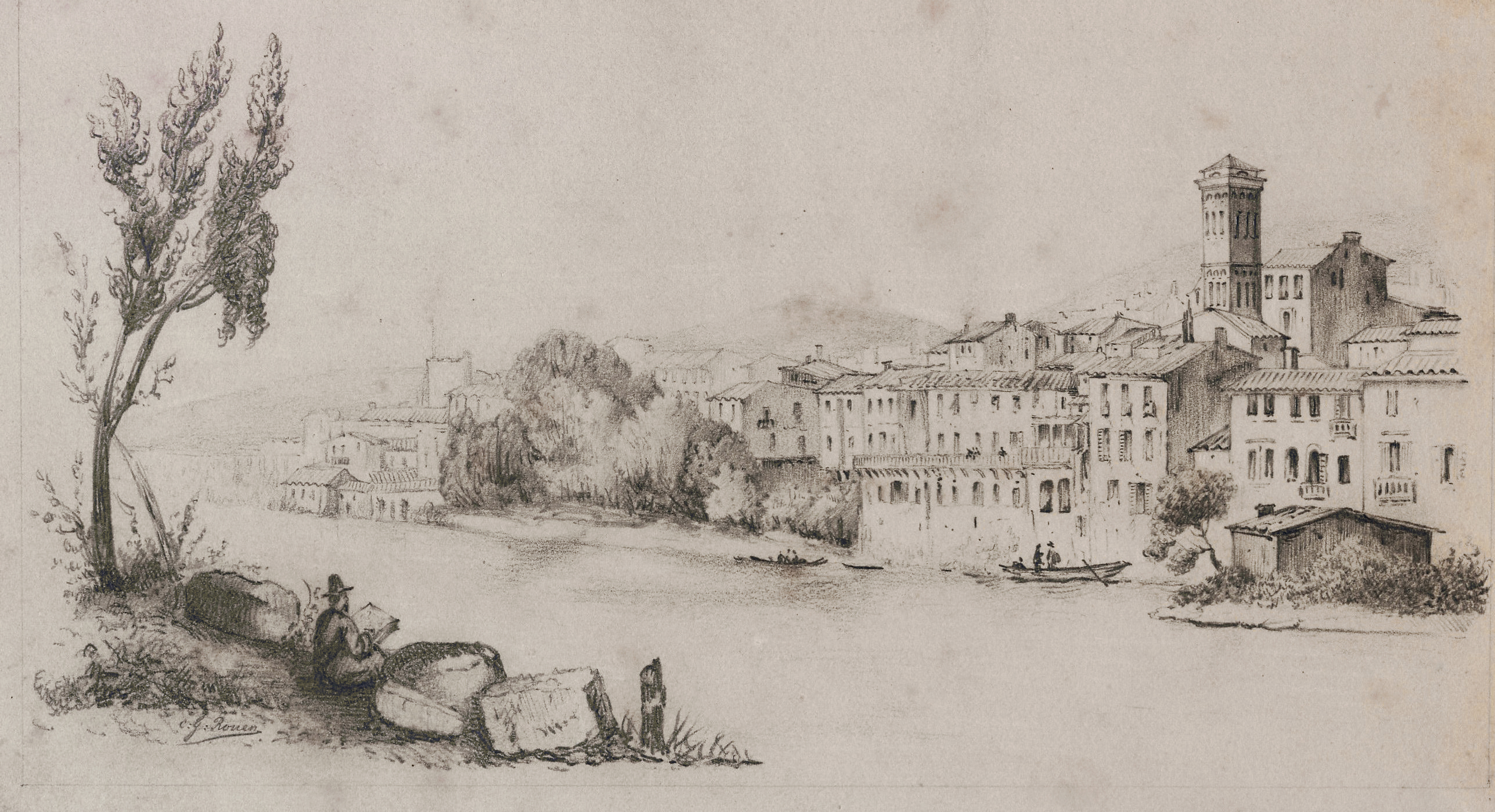
Orta San Giulio in un disegno del generale Belga Charles Rouen (databile al 1868 circa).

Il centro di Orta, completamente pedonalizzato, è caratterizzato da strette viuzze: la principale corre parallela alla riva del lago intersecandosi con alcune ripide vie che si allontanano dal lago portando verso il Sacro Monte (Patrimonio dell'umanità mondiale dell'UNESCO) o verso l'ampia zona dei parcheggi.
Al centro del paese si trova piazza Mario Motta, vero e proprio salotto affacciato sul lago, dalla quale partono le imbarcazioni dirette all'isola di San Giulio. La piazza è circondata su tre lati da edifici ben proporzionati allo spazio, per buona parte costituita da porticati. Sul lato nord si trova il broletto, o Palazzo della Comunità della Riviera di San Giulio, risalente al 1582, costituito da un portico al piano terra, usato per il mercato, e una sala per riunioni al primo piano; qui si esercitava il potere legislativo, oltre che esecutivo per mezzo del Consiglio Generale (composto dai deputati del feudo vescovile) ed è considerato il simbolo del lungo periodo di autogoverno della regione. La costruzione è un connubio di elementi classici e rustici, come gli affreschi sulla facciata e l'irregolare scala esterna, le piccole colonne del portico e il tetto in beole. L'edificio culmina con una piccola torre campanaria.
L'attuale sede del municipio di Orta è villa Bossi, con un bel giardino affacciato sul lago.
Di fronte al broletto inizia un'ampia strada in salita denominata "Motta" (via Caire Albertoletti), interamente pavimentata in sassi, alla cui sommità è posta la parrocchiale di Santa Maria Assunta, costruita nel 1485 e ricostruita nella seconda metà del XVIII secolo. La salita è fiancheggiata da antiche case tipiche e alcuni palazzi storici tra cui palazzo Gemelli, risalente al XVI secolo caratterizzato da tre diversi corpi di fabbrica, la cornice arrotondata e alcuni dipinti in facciata e, sul lato opposto, il neoclassico palazzo De Fortis Penotti.

### Architetture religiose
- Chiesa parrocchiale di Santa Maria Assunta (Sec. XIV)
- Chiesa di San Bernardino (Sec. XIV)
- Chiesa di San Nicolao del Sacro Monte (Sec. X), fondata da monaci dipendenti dall'abbazia di San Gallo
- Sacro Monte di Orta
- Chiesa di Santo Stefano
- Oratorio della Trinità (Sec. XVII)
- Oratorio di San Quirico
- Oratorio di San Rocco (Sec. XVI)
- Oratorio di Santa Caterina (Sec. XVII)

### Architetture civili
- Villa Bossi (secolo XVII), oggi sede del Municipio, con giardino prospiciente ed affacciato sul lago[12]
- Palazzo Penotti Ubertini
- Palazzo Gemelli
- Casa dei nani (detta anche "Casa Marangoni" o "Casa Capuani")
- Villa Crespi (Orta San Giulio)
- Palazzotto di Orta San Giulio

### Altro
Fa parte del comune di Orta San Giulio l'unica isola del Lago d'Orta, l'isola di San Giulio, che dista circa 400 metri dalla riva. L'isola è dominata dall'edificio dell'ex seminario, costruito nel 1844 sulle rovine del castello. Il seminario ospita oggi il convento di monache benedettine di clausura Abbazia Mater Ecclesiae. Sull'isola si trova anche la basilica di San Giulio, il più importante monumento romanico del novarese.

### Aree naturali
- Riserva del Sacro Monte Orta: l'area protetta comprende il bosco, situato sulla sommità del promontorio, che domina il centro abitato di Orta. Ne fanno parte il percorso devozionale delle 21 cappelle e la chiesa di San Nicolao.

## Cultura

### Cinema e televisione
Orta San Giulio è servita come location per alcune riprese di diverse pellicole, tra cui:
- Nel 1960 Mario Soldati vi gira e ambienta il cortometraggio Orta mia.
- Nel 1968, vennero girati gli ambienti esterni del secondo episodio dello sceneggiato RAI I racconti del maresciallo, diretto da Mario Soldati, con Turi Ferro, Nino Besozzi e Tuccio Musumeci.
- Il film Il piatto piange, di Paolo Nuzzi del 1974.
- Lo sceneggiato televisivo del 1978 Il balordo, con Tino Buazzelli.
- Nell'episodio "La pecorella smarrita" del film Testa o croce del 1982 vennero girate le ambientazioni del piccolo paese dove Don Remigio (Renato Pozzetto) era viceparroco
- Nel 1986 vennero girate molte scene di Una spina nel cuore, di Alberto Lattuada,
- Nel 2016 il regista Giuseppe Tornatore ha girato qui molte scene del film La corrispondenza.[13]

## Società

### Evoluzione demografica
Abitanti censiti

## Geografia antropica

### Legro
Polo economico della città, è luogo di culto e di estrema importanza, Legro domina il lago e la zona adiacente.
La frazione Legro del comune di Orta San Giulio è stata recentemente ribattezzata "paese dipinto": dal 1998, su modello di Arcumeggia, in provincia di Varese, il centro storico è stato decorato con una serie di affreschi sui muri delle case da artisti provenienti da tutta Italia e dall'Europa. I soggetti dei dipinti richiamano ai film ambientati e girati sul lago d'Orta e alle storie del poeta Gianni Rodari.
 Tale insieme costituisce oggi il "Museo del Cinema all'Aria Aperta".

## Infrastrutture e trasporti
Nel comune di Orta San Giulio esistono due stazioni ferroviarie sulla linea Domodossola-Novara:
- la stazione di Orta-Miasino
- la stazione di Corconio-Ameno, chiusa dal 2003

## Amministrazione

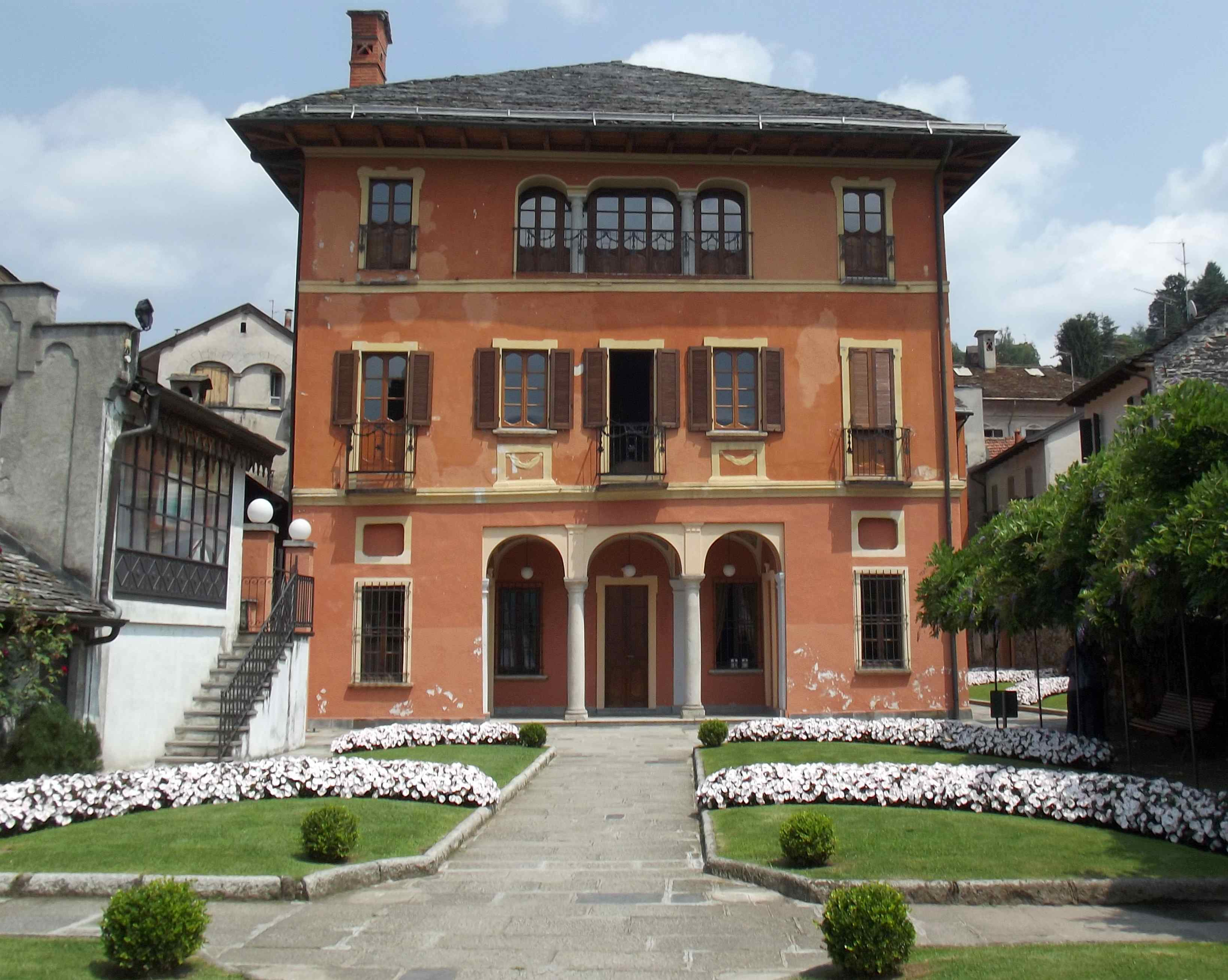
Il municipio

Di seguito è presentata una tabella relativa alle amministrazioni che si sono succedute in questo comune.
| Inizio Mandato | Fine Mandato     | Primo Cittadino       | Partito                             | Carico  | Note   |
| -------------- | ---------------- | --------------------- | ----------------------------------- | ------- | ------ |
| 13 giugno 1985 | 8 giugno 1990    | Cleto Gallina         | Democrazia Cristiana                | Sindaco | [ 17 ] |
| 8 giugno 1990  | 24 aprile 1995   | Cleto Gallina         | Democrazia Cristiana                | Sindaco | [ 17 ] |
| 24 aprile 1995 | 14 giugno 1999   | Mauro Beltramini      | -                                   | Sindaco | [ 17 ] |
| 14 giugno 1999 | 14 giugno 2004   | Fabrizio Morea        | centro-destra                       | Sindaco | [ 17 ] |
| 14 giugno 2004 | 8 giugno 2009    | Stefano Cusinato      | lista civica                        | Sindaco | [ 17 ] |
| 8 giugno 2009  | 26 maggio 2014   | Cesare Natale         | lista civica                        | Sindaco | [ 17 ] |
| 26 maggio 2014 | 10 giugno 2024   | Giorgio Angeleri      | lista civica: Un bene di tutti      | Sindaco | [ 17 ] |
| 10 giugno 2024 | 29 Dicembre 2024 | Elisabetta Tromellini | lista civica: Orta si cambia        | Sindaco | [ 17 ] |
| 26 maggio 2025 | in carico        | Giorgio Angeleri      | lista civica: Orta un bene di tutti | Sindaco | [ 17 ] |

### Altre informazioni amministrative
Orta San Giulio fa parte della Comunità Collinare Unione dei Comuni del Cusio e aderisce all'Ecomuseo del Lago d'Orta e Mottarone.

## Sport

### Ciclismo
Orta San Giulio è stata negli anni città di arrivo delle seguenti tappe del Giro d'Italia:
| Anno | Tappa | Partenza | km  | Vincitore di tappa | Maglia rosa      |
| ---- | ----- | -------- | --- | ------------------ | ---------------- |
| 1975 | 16ª   | Arenzano | 193 | Fabrizio Fabbri    | Fausto Bertoglio |
| 1983 | 15ª   | Savona   | 219 | Paolo Rosola       | Giuseppe Saronni |

È stata inoltre sede di partenza delle seguenti tappe del Giro d'Italia:
| Anno | Tappa  | Arrivo | km  | Vincitore di tappa | Maglia rosa      |
| ---- | ------ | ------ | --- | ------------------ | ---------------- |
| 1983 | 16ª-1ª | Milano | 110 | Frank Hoste        | Giuseppe Saronni |

### Sport acquatici
Inoltre il Lago d'Orta è rinomato per altre discipline acquatiche, quali il canottaggio (praticata in località Bagnera) e la vela (praticata nella frazione di Imolo, al Circolo Vela Orta, uno dei più antichi circoli velici della Federazione Italiana Vela e sede di allenamento di diversi velisti tra cui Giorgio Gorla).

## Galleria d'immagini

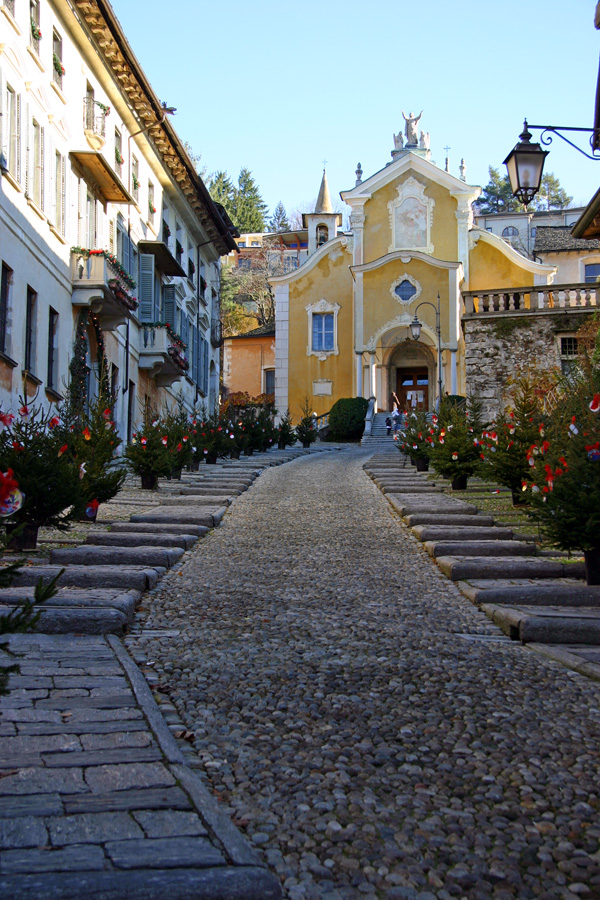
La "salita della Motta" con la parrocchiale di Santa Maria Assunta.
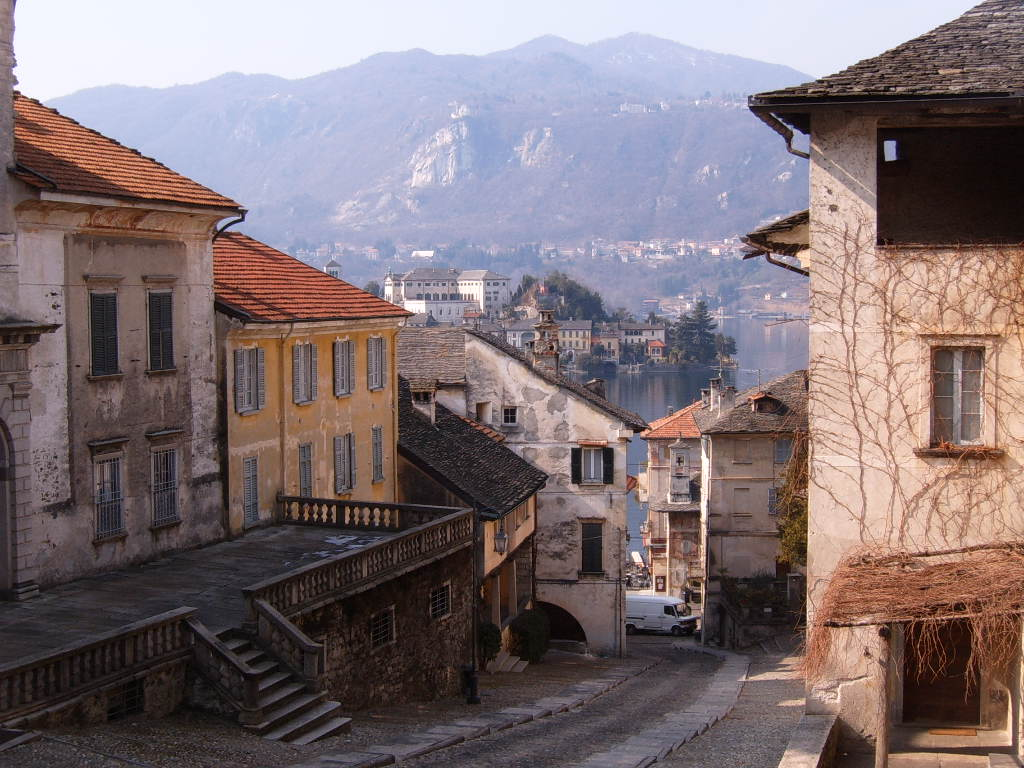
Vista sull'isola dalla salita della Motta
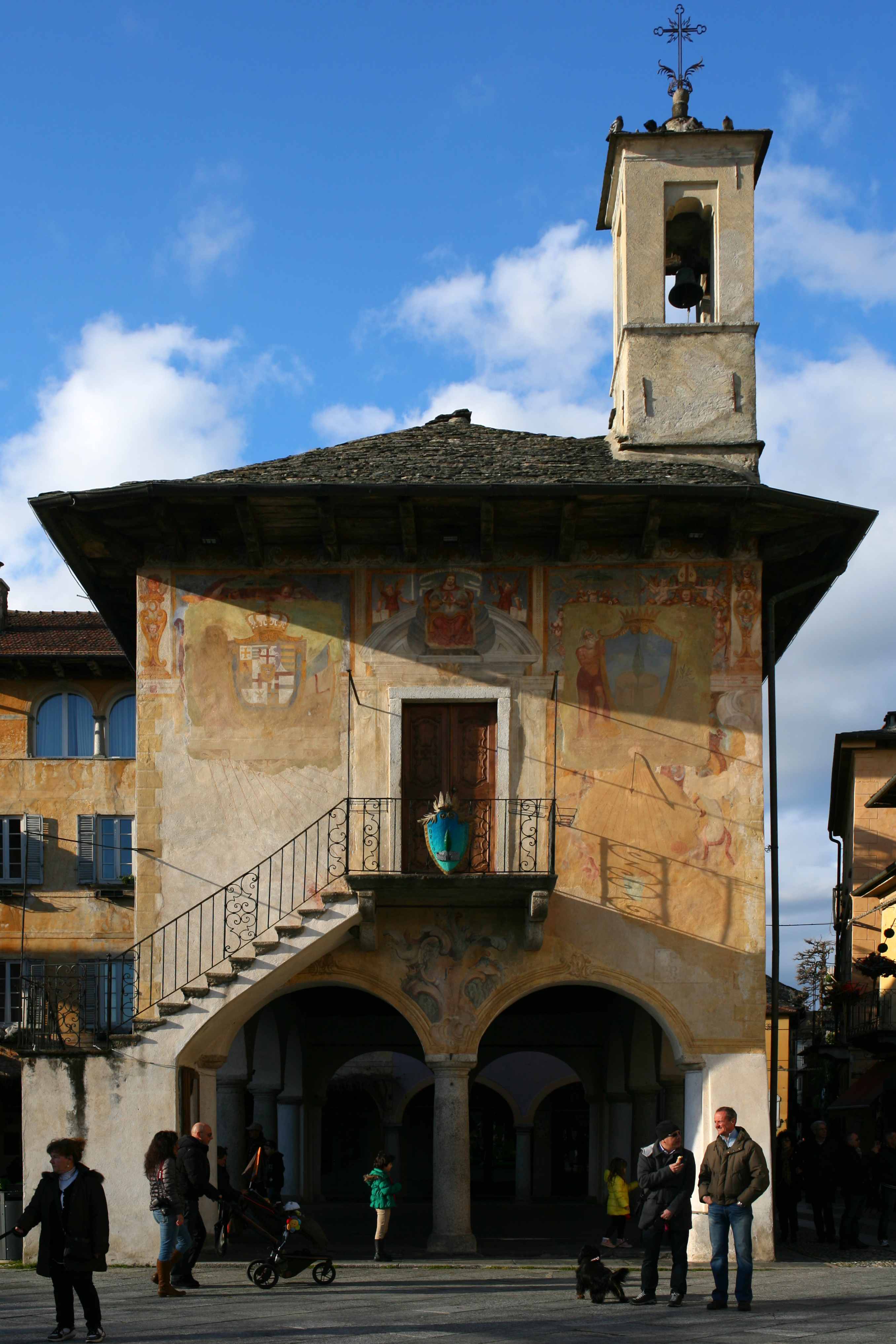
Il Palazzo della Comunità o Broletto
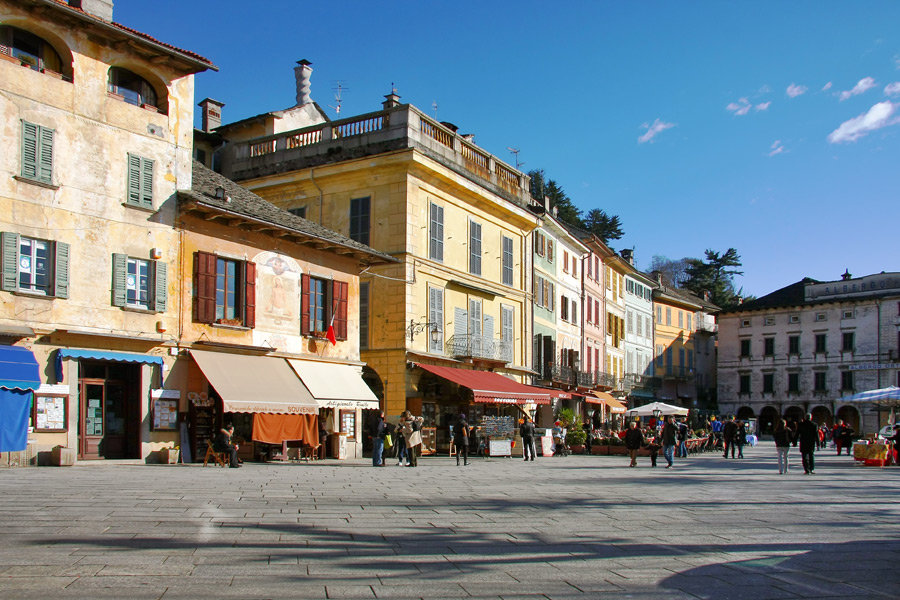
Piazza Motta
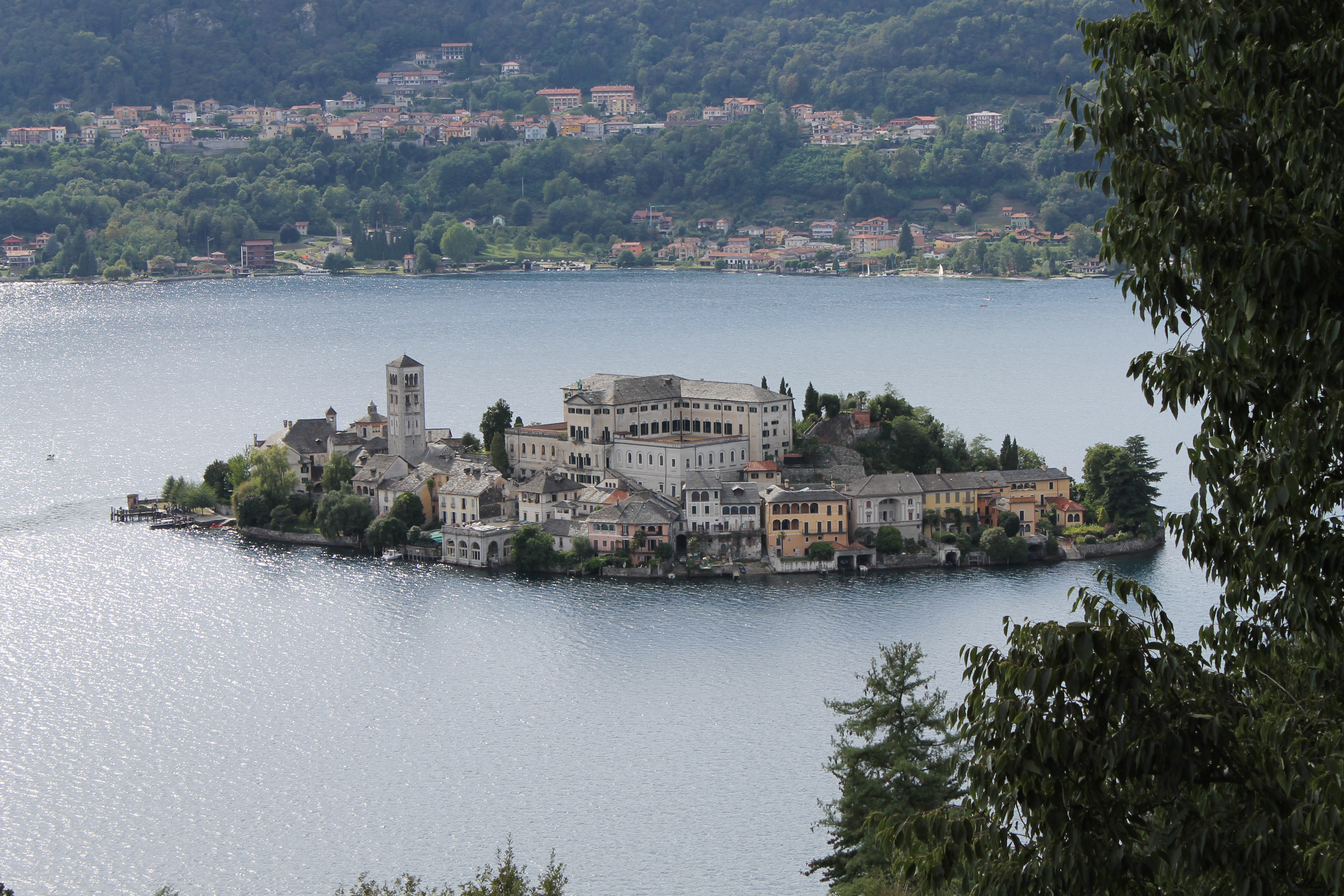
Isola di San Giulio
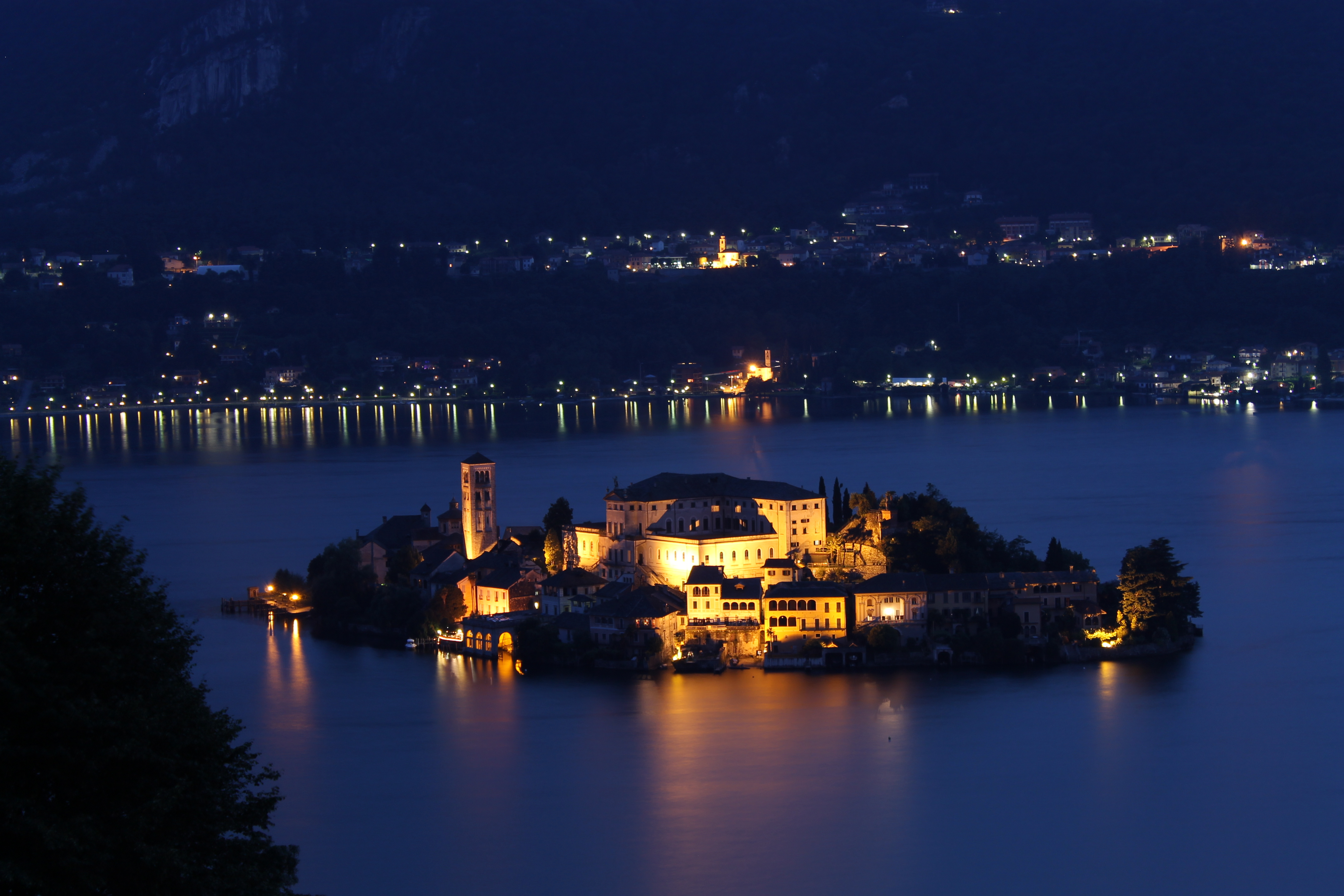
Veduta notturna dell'isola
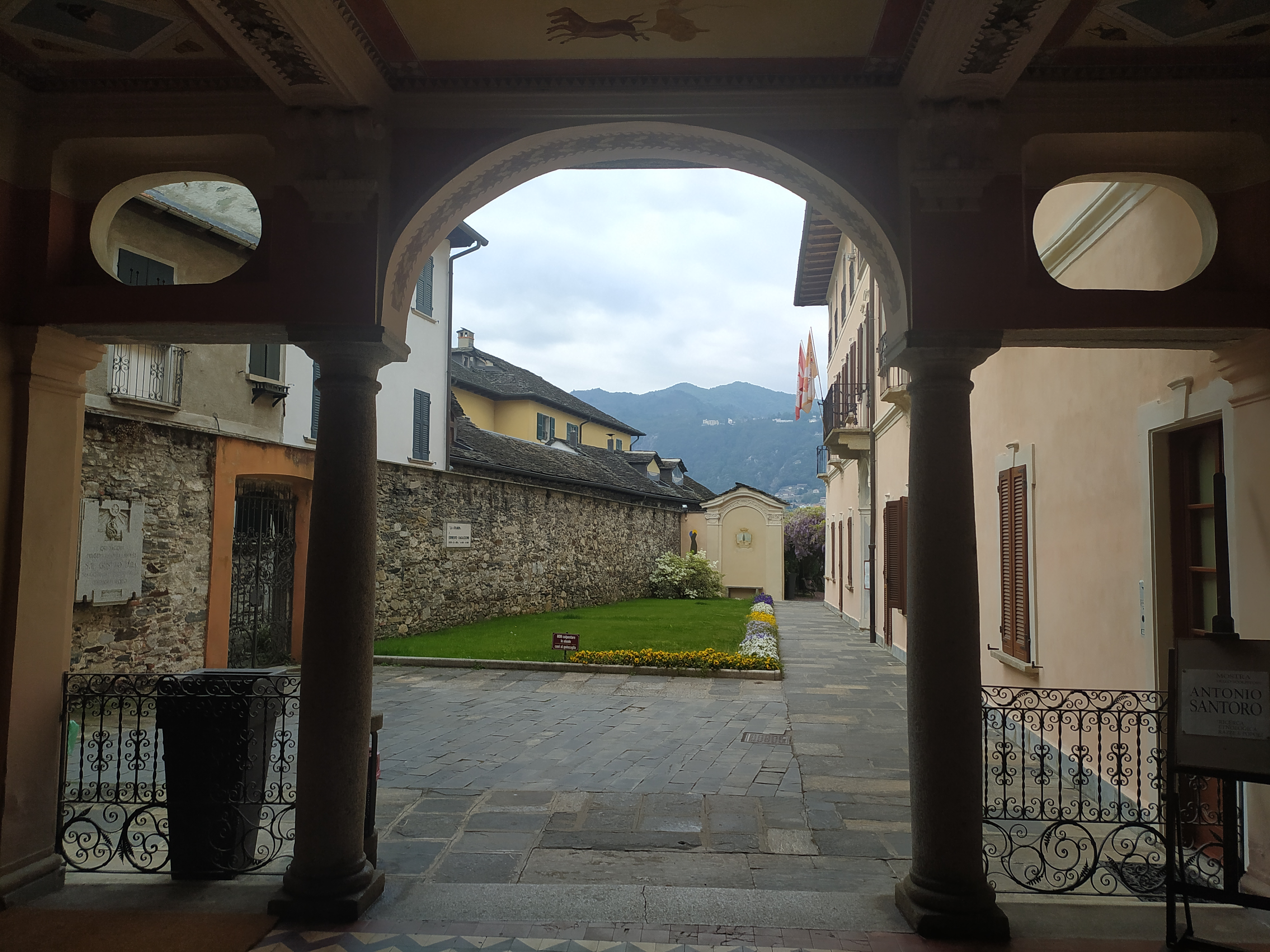
Veduta giardino e cortile del Municipio
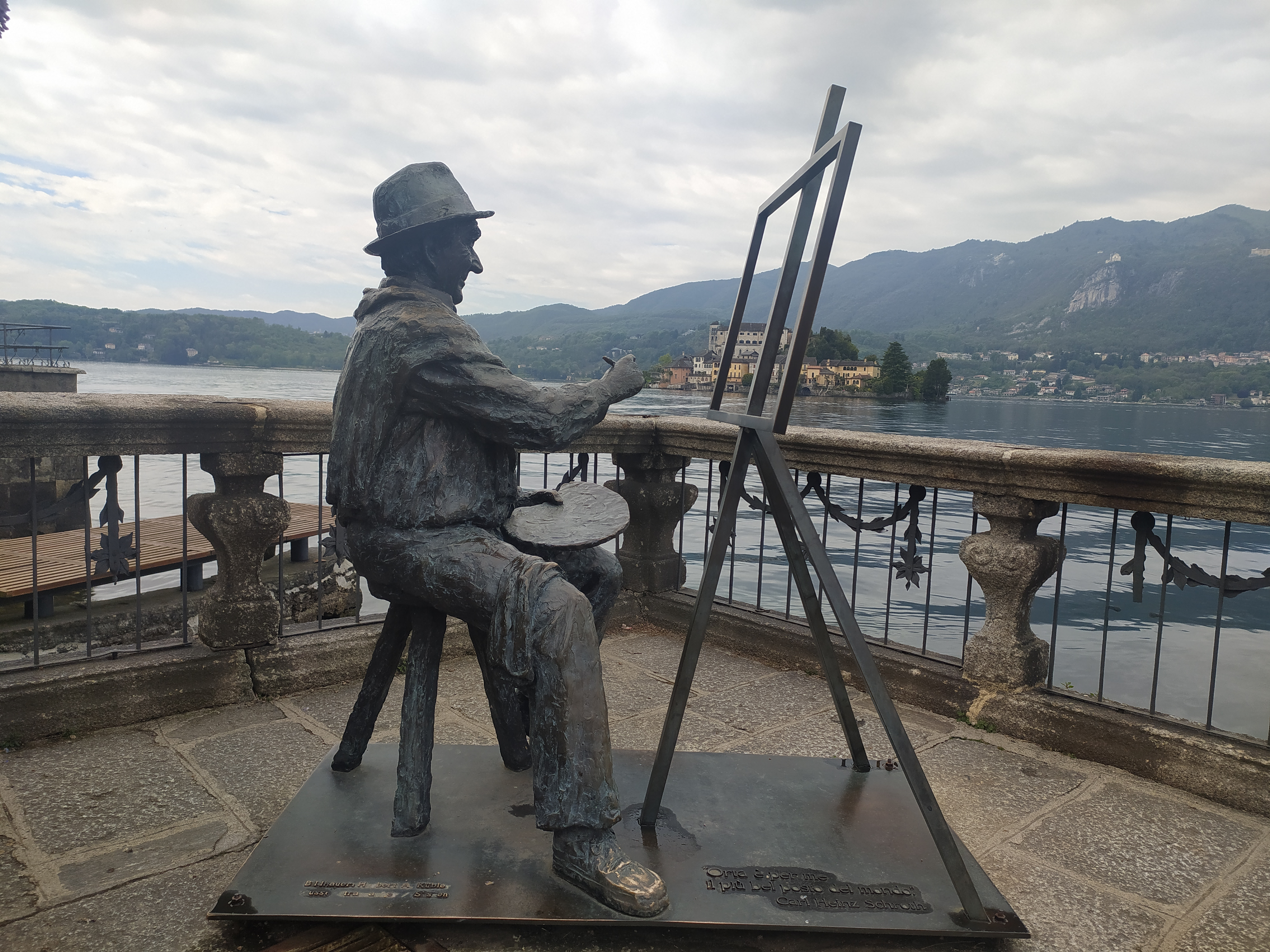
Statua dell'attore Carl-Heinz Schroth nei giardini del Municipio